# Notacanthus spinosus
Espèce
Notacanthus spinosus est une espèce de poisson appartenant à la famille des Notacanthidés.